# Palais Bång
Le palais Bång (en suédois : Bångska palatset) est un édifice du quartier d'Östermalm à Stockholm en Suède.

## Présentation
Le palais Bång est un édifice situé dans l'ilôt de Sperlingens Backe (la propriété est nommée Sperlingens Backe 36) , à l'intersection de Sturegatan et de Stureplan à l'adresse Stureplan 6.

## Histoire
La maison a été conçue en 1883 par l'architecte Adolf Emil Melander pour le compte du propriétaire du moulin Johan August Bång. Il a été conçu comme un immeuble résidentiel avec de grands appartements et des magasins au rez-de-chaussée.
Le bâtiment a attiré une grande attention une fois terminé et a été considéré comme un chef-d'œuvre pour sa façade richement articulée dans un style néo-Renaissance austère, mais aussi parce que la façade est divisée en deux angles, que Melander a résolus en faisant des marquages verticaux dans la décoration en plâtre. Le portail central traversait deux étages et au-dessus se dressaient d'imposantes colonnes corinthiennes. Le bâtiment était également orné d'un certain nombre de sculptures du sculpteur Carl Johan Dyfverman, notamment des symboles ressemblant à des sphinx pour les quatre saisons sur le blason de la partie centrale et des figures féminines représentant la nuit-matin et le jour-soir.
Dans les années 1950, toute la décoration de la façade a été supprimée et l'une des façades les plus importantes de Stockholm des années 1880 a disparu. Pendant longtemps, il y avait un mur de façade propre avec des publicités au néon. L'emplacement du palais Bång signifiait que la façade pouvait être vue à travers Stureplan, un peu dans Birger Jarlsgatan et le long de toute la Kungsgatan. Dans les années 1960, c'était l'espace publicitaire le plus cher de Suède et un propriétaire possédant quatre ou cinq panneaux sur la façade pouvait percevoir un loyer annuel d'environ 50 000 couronnes.

## Néons publicitaires
Dans les années 1950, la façade du palais Bång était littéralement recouverte de publicités au néon.
L'un des plus grands panneaux était le panneau qui faisait la publicité Gevaert de la marque Agfa-Gevaert.
L'enseigne a été conçue et fabriquée par Ruben Morne par l'intermédiaire de sa société Morneon.
Le panneau s'étendait sur une hauteur de deux étages (environ sept mètres).
À gauche de l'enseigne Gevaert se trouvait l'enseigne Osram inaugurée en 1952.
Stomatol, Luxor Radio et Kockums Emaljerverk étaient également représentés dans cet espace publicitaire attrayant.

## Sturegallerian
En 2005, une partie de la façade du bâtiment a été rénovée lorsque la maison a été intégrée au centre commercial Sturegallerian (sv).
L'entrée principale du centre commercial passe désormais par la maison.
AIX Arkitekter a conçu les rénovation du palais Bång et sa façade de Sturebadet pour le groupe TAM.
Après les rénovations de 2016, en 2025 la façade donnant sur Stureplan retrouvera son aspect d'origine, telle qu'elle apparaissait à l'époque de sa construction.
La façade aussi richement décorée avec plusieurs grandes statues, dont quatre lions ailés au sommet du hall central, enrichira Stureplan pour les passants et constituera un motif de fond pour Kungsgatan.

## Galerie

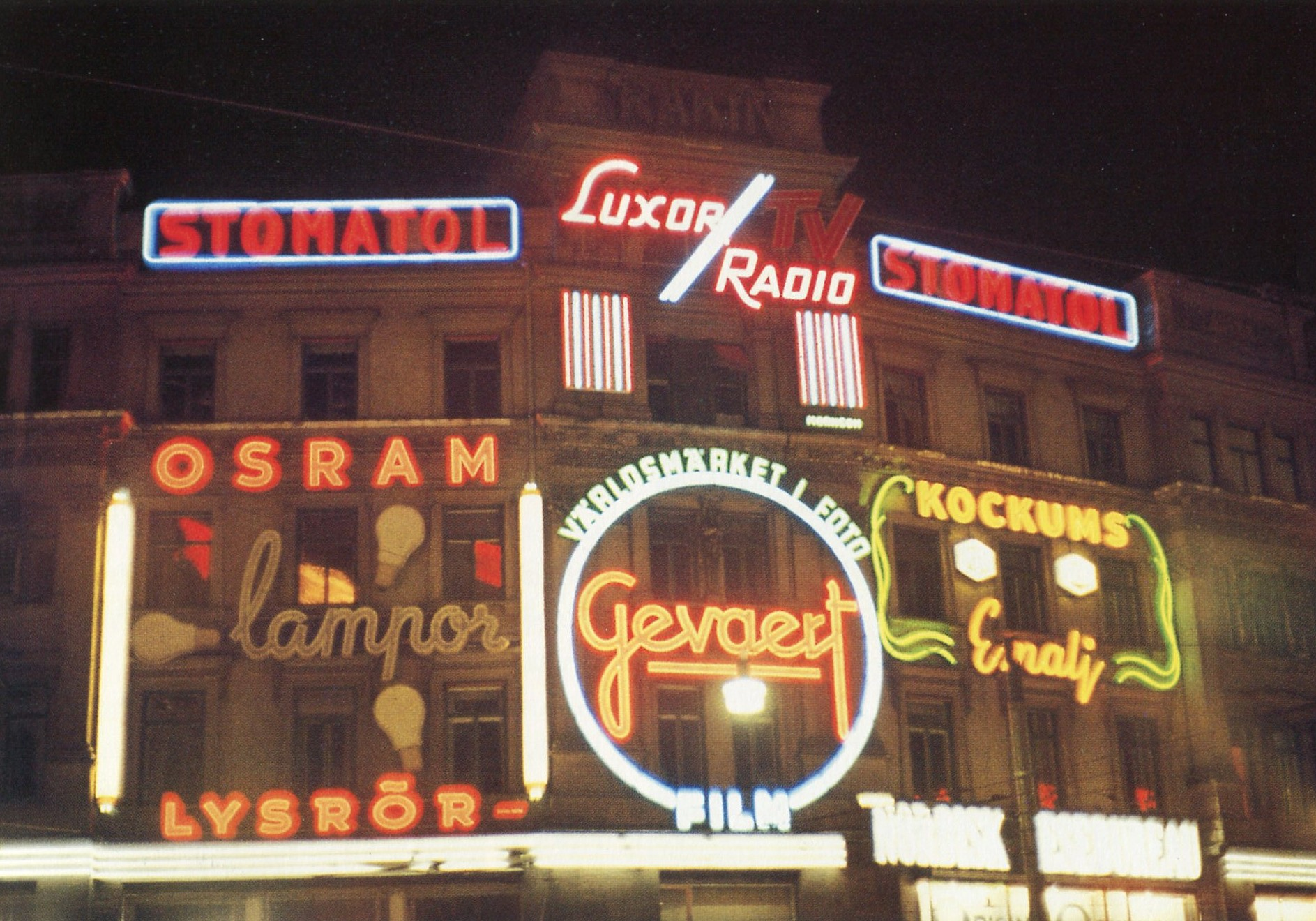
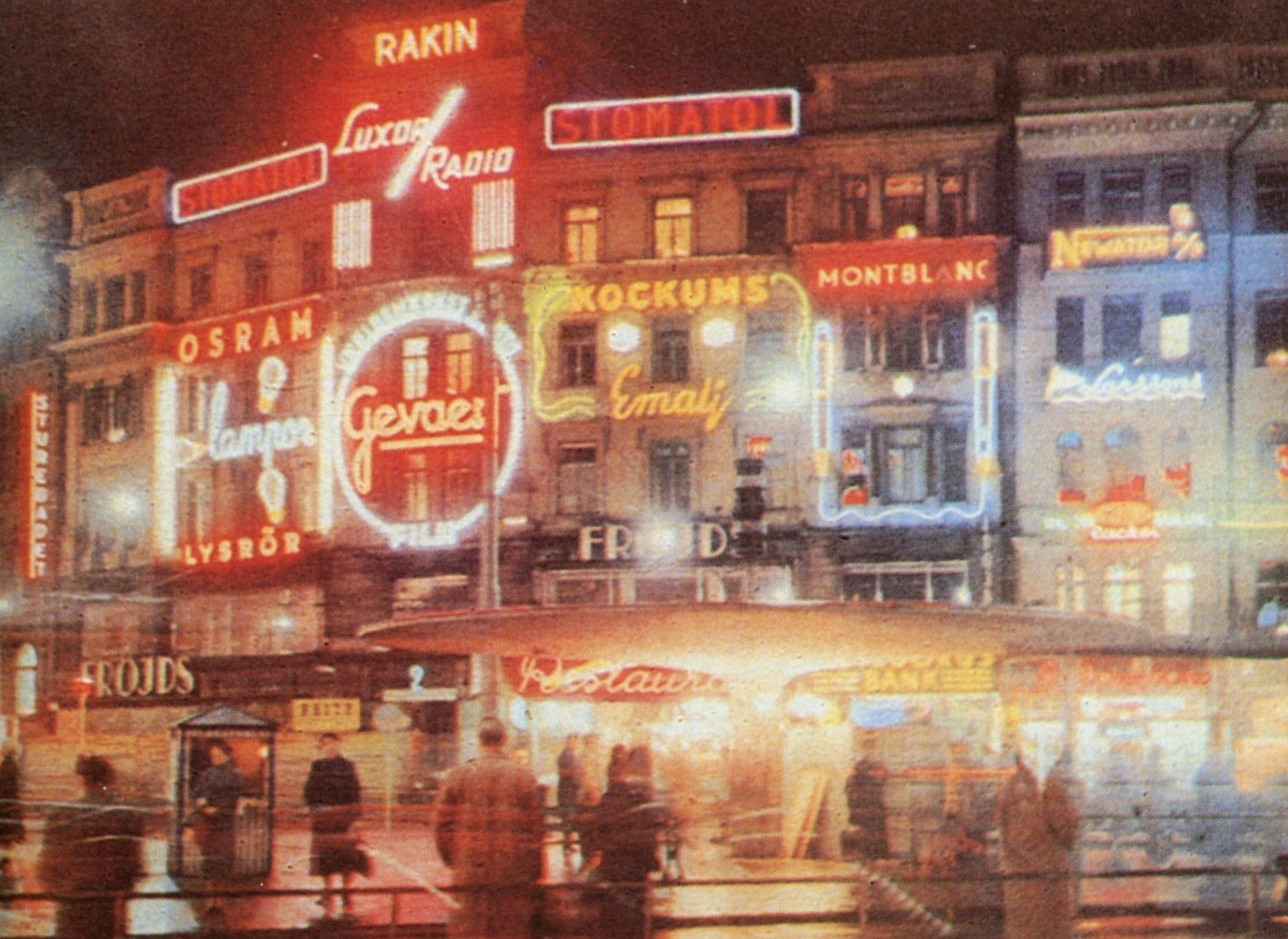